# جه (غور)
جه روستایی در ولسوالی فیروز کوه از ولایت غور در کشور افغانستان است.